# Caldera (estri de cuina)
|  | No s'ha de confondre amb Calderó (atuell), Marmita, o Olla. |

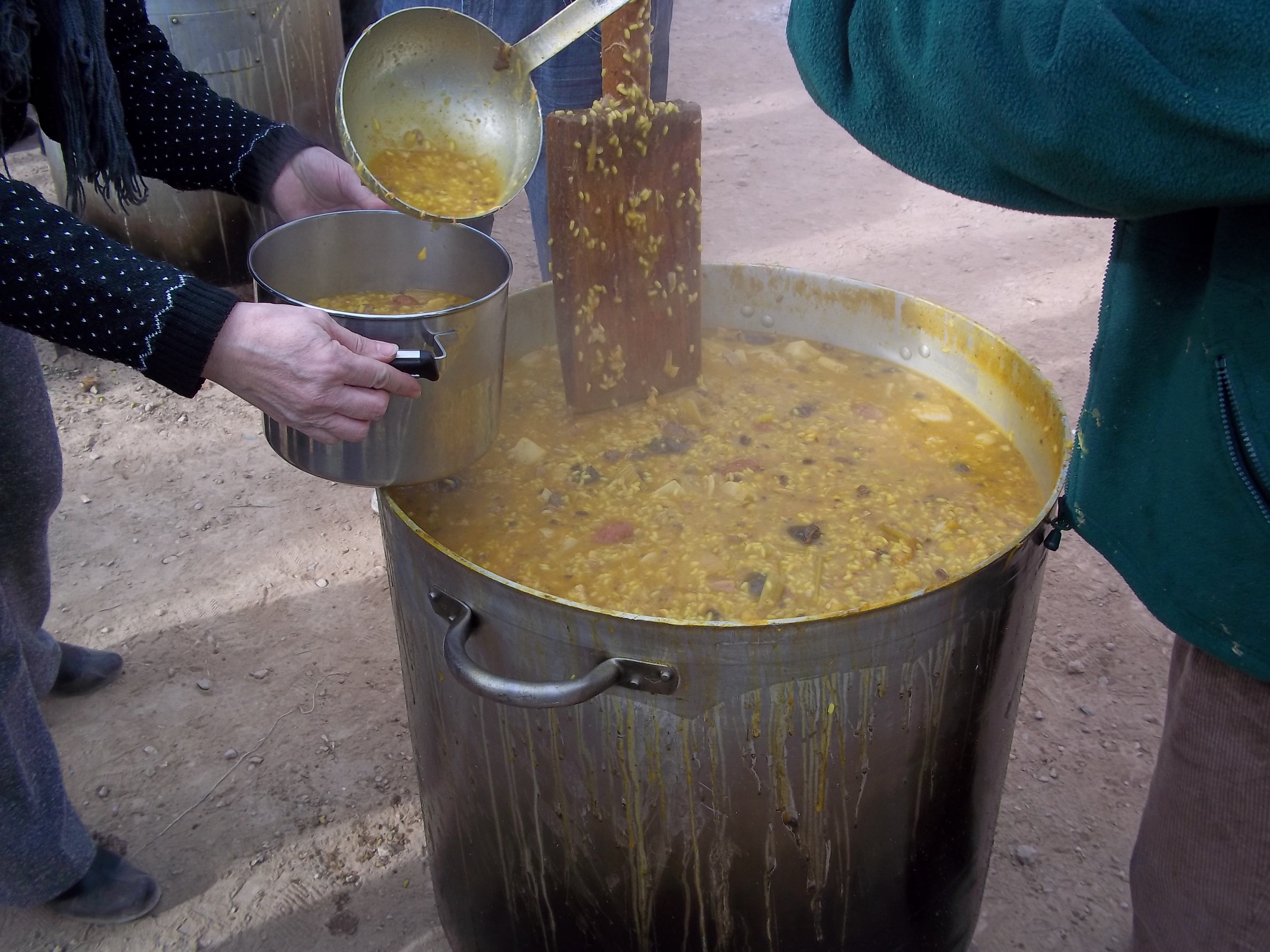
Caldera, amb arròs amb fesols i naps

La caldera és un estri de cuina fet de metall, generalment amb dues anses, que s'usa per coure carn i altres aliments, escalfar aigua, etc.
La caldera s'usa a moltes poblacions per celebrar àpats multitudinaris, cuinat a foc lent a l'aire lliure, preparant arrossades, escudellades, xatonades populars, pel costum que els antics senyors feudals tenien de preparar per als seus vilatans, un àpat gran just abans de la quaresma. També s'associa la cuina de diverses calderes com l'àpat guisat en el passat per socórrer els més necessitats el dia de la festa major del poble, convertides actualment en celebració gastronòmica i popular.